# Speed Star (Outsiderの曲)
『Speed Star』（スピード・スター）は、Outsiderが大韓民国で2006年2月28日にリリースしたシングルCDである。

## 収録曲
1. Motivation
2. Music Makes Me High feat. Baechigi, Soulman
3. 恋人との距離 feat. Brown Sugar, セッビョル
4. Unsigned Hype feat.Deepflow, DJ KubiX
5. Motivation (Instrumental)
6. 恋人との距離 (Instrumental)
7. Unsigned Hype (Instrumental)
8. 恋人との距離 (Acappella)

| スタブアイコン | サブスタブ | この項目は、まだ閲覧者の調べものの参照としては役立たない、シングルに関連した書きかけの項目です。この項目を加筆・訂正などしてくださる協力者を求めています（P:音楽/PJ:楽曲）。 |